# Sherry Turkle
Sherry Turkle, född 1948 i Brooklyn, New York, USA, är en amerikansk psykolog och sociolog. Turkle har studerat i Frankrike och i USA, hon doktorerade i sociologi och i personlighetspsykologi vid Harvard och är dessutom klinisk psykolog. Turkle är numera verksam som professor vid Massachusetts Institute of Technology (MIT) i Boston.
Mest berömd är Turkle för sin banbrytande studie Life on the Screen (1995 (på svenska: leva.online). Där studerades det tidiga 1990-talets textbaserade äventyrsspel (MUD) på internet. Några av slutsatserna i studien är att internet möjliggör att testa olika identiteter och att internet kan användas för terapi.